# Hopman Cup 2010
De Hopman Cup 2010 (met de officiële naam Hyundai Hopman Cup) werd gehouden van 2 tot en met 9 januari 2010 in de Australische stad Perth. Het was de tweeëntwintigste editie van het tennistoernooi tussen landen. Dit toernooi bestaat uit wedstrijden tussen zowel dames en heren gescheiden, als gemengde landenteams. Spanje werd voor de derde keer winnaar.

## Deelnemers
| 1. | Australië           | Samantha Stosur en Lleyton Hewitt            |
| 2. | Rusland             | Jelena Dementjeva en Igor Andrejev           |
| 3. | Verenigd Koninkrijk | Laura Robson en Andy Murray                  |
| 4. | Spanje              | María José Martínez Sánchez en Tommy Robredo |
| 5. | Duitsland           | Sabine Lisicki en Philipp Kohlschreiber      |
| 6. | Roemenië            | Sorana Cîrstea en Victor Hănescu             |
| 7. | Verenigde Staten    | Melanie Oudin en John Isner                  |
| 8. | Kazachstan          | Jaroslava Sjvedova en Andrej Goloebev        |

## Groepsfase

### Groep A

#### Klassement
| Pos. | Land             | W | V | Wedstr. | Sets   |
| ---- | ---------------- | - | - | ------- | ------ |
| 1.   | Spanje           | 3 | 0 | 9 – 0   | 18 – 2 |
| 2.   | Verenigde Staten | 1 | 2 | 4 – 5   | 9 – 10 |
| 3.   | Australië        | 1 | 2 | 3 – 6   | 7 – 12 |
| 4.   | Roemenië         | 1 | 2 | 2 – 7   | 5 – 14 |

#### Wedstrijden
| Roemenië                                  | - | Australië                      | 2 - 1                |
| ----------------------------------------- | - | ------------------------------ | -------------------- |
| Sorana Cîrstea                            | - | Samantha Stosur                | 3-6, 6-4, 6-3        |
| Victor Hănescu                            | - | Lleyton Hewitt                 | 6-3, 3-6, 6-7 (2/7)  |
| Sorana Cîrstea/Victor Hănescu             | - | Samantha Stosur/Lleyton Hewitt | 7-5, 6-1             |
| Spanje                                    | - | Verenigde Staten               | 3 - 0                |
| María José Martínez Sánchez               | - | Melanie Oudin                  | 6-4, 6-4             |
| Tommy Robredo                             | - | John Isner                     | 6-7, 6-3, 7-6 (7/4)  |
| María José Martínez Sánchez/Tommy Robredo | - | Melanie Oudin/John Isner       | 6-4, 7-5             |
| Australië                                 | - | Verenigde Staten               | 2 - 1                |
| Samantha Stosur                           | - | Melanie Oudin                  | 6-2, 6-4             |
| Lleyton Hewitt                            | - | John Isner                     | 6-1, 7-5             |
| Samantha Stosur/Lleyton Hewitt            | - | Melanie Oudin/John Isner       | 6-2, 1-6, 6-7 (5/10) |
| Spanje                                    | - | Roemenië                       | 3 - 0                |
| María José Martínez Sánchez               | - | Sorana Cîrstea                 | 6-4, 6-3             |
| Tommy Robredo                             | - | Victor Hănescu                 | 6-3, 6-0             |
| María José Martínez Sánchez/Tommy Robredo | - | Sorana Cîrstea/Victor Hănescu  | 6-0, 6-0             |
| Verenigde Staten                          | - | Rusland                        | 3-0                  |
| Melanie Oudin                             | - | Sorana Cîrstea                 | 6-2, 6-3             |
| John Isner                                | - | Victor Hănescu                 | 6-0, 6-0 (walk-over) |
| Melanie Oudin/John Isner                  | - | Sorana Cîrstea/Victor Hănescu  | 6-0, 6-0 (walk-over) |
| Spanje                                    | - | Australië                      | 3-0                  |
| María José Martínez Sánchez               | - | Samantha Stosur                | 6-4, 6-1             |
| Tommy Robredo                             | - | Lleyton Hewitt                 | 6-2, 6-4             |
| María José Martínez Sánchez/Tommy Robredo | - | Samantha Stosur/Lleyton Hewitt | 6-3, 3-6, 7-6 (10/7) |

### Groep B

#### Klassement
| Pos. | Land                | W | V | Wedstr. | Sets   |
| ---- | ------------------- | - | - | ------- | ------ |
| 1.   | Verenigd Koninkrijk | 3 | 0 | 6 – 3   | 15 – 5 |
| 2.   | Kazachstan          | 2 | 1 | 4 – 4   | 11 – 7 |
| 3.   | Rusland             | 1 | 2 | 4 – 5   | 6 – 13 |
| 4.   | Duitsland           | 0 | 3 | 2 – 6   | 5 – 12 |

#### Wedstrijden
| Rusland                            | - | Duitsland                            | 2 - 1                      |
| ---------------------------------- | - | ------------------------------------ | -------------------------- |
| Jelena Dementjeva                  | - | Sabine Lisicki                       | 4-6, 1-6                   |
| Igor Andrejev                      | - | Philipp Kohlschreiber                | 6-3, 6-7, 6-3              |
| Jelena Dementjeva/Igor Andrejev    | - | Sabine Lisicki/Philipp Kohlschreiber | 6-4, 7-6 (9/7)             |
| Verenigd Koninkrijk                | - | Kazachstan                           | 2 - 1                      |
| Laura Robson                       | - | Jaroslava Sjvedova                   | 6-4, 3-6, 0-6              |
| Andy Murray                        | - | Andrej Goloebev                      | 6-2, 6-2                   |
| Laura Robson/Andy Murray           | - | Jaroslava Sjvedova/Andrej Goloebev   | 6-3, 5-7, 7-6 (12/10)      |
| Verenigd Koninkrijk                | - | Duitsland                            | 2 - 1                      |
| Laura Robson                       | - | Sabine Lisicki                       | 6-7, 3-6                   |
| Andy Murray                        | - | Philipp Kohlschreiber                | 6-4, 6-1                   |
| Laura Robson/Andy Murray           | - | Sabine Lisicki/Philipp Kohlschreiber | 6-3, 6-2                   |
| Kazachstan                         | - | Rusland                              | 2 - 1                      |
| Jaroslava Sjvedova                 | - | Jelena Dementjeva                    | 3-6, 1-6                   |
| Andrej Goloebev                    | - | Igor Andrejev                        | 6-4, 6-3                   |
| Jaroslava Sjvedova/Andrej Goloebev | - | Jelena Dementjeva/Igor Andrejev      | 7-6 (7/3), 6-4             |
| Verenigd Koninkrijk                | - | Rusland                              | 2 - 1                      |
| Laura Robson                       | - | Jelena Dementjeva                    | 4-6, 0-6                   |
| Andy Murray                        | - | Igor Andrejev                        | 6-1, 6-0                   |
| Laura Robson/Andy Murray           | - | Jelena Dementjeva/Igor Andrejev      | 6-4, 6-7 (6/8), 7-6 (10/6) |
| Kazachstan                         | - | Duitsland                            | 2-0                        |
| Jaroslava Sjvedova                 | - | Sabine Lisicki                       | 6-4, 7-6 (7/3)             |
| Andrej Goloebev                    | - | Philipp Kohlschreiber                | 6-2, 6-1                   |
| Jaroslava Sjvedova/Andrej Goloebev | - | Sabine Lisicki/Philipp Kohlschreiber | niet gespeeld              |

## Finale
| Spanje                                    | - | Verenigd Koninkrijk      | 2 - 1          |
| ----------------------------------------- | - | ------------------------ | -------------- |
| María José Martínez Sánchez               | - | Laura Robson             | 1-6, 6-7 (6/8) |
| Tommy Robredo                             | - | Andy Murray              | 1-6, 6-4, 6-3  |
| María José Martínez Sánchez/Tommy Robredo | - | Laura Robson/Andy Murray | 7-6, 7-5       |